# Alan Jerrard
Alan Jerrard est un as britannique de la Première Guerre mondiale né le 3 décembre 1897 à Lewisham et mort le 14 mai 1968 à Lyme Regis. Il termine la guerre avec sept victoires aériennes homologuées.
Cependant, ses trois dernières victoires lui sont créditées sur la base d'un rapport très embelli après un combat confus dans lequel il est abattu et capturé. Cette action lui vaut toutefois d'être décoré de la croix de Victoria, la plus haute décoration militaire britannique.

## Biographie
Alan Jerrard naît le 3 décembre 1897 à Lewisham, dans le sud de Londres. Son père enseigne les mathématiques et est directeur du St Dunstan's College (en) de Catford. Après quelques années, la famille Jerrard déménage à Royal Sutton Coldfield près de Birmingham, où le père est directeur de la Bishop Vesey's Grammar School (en). C'est là qu'Alan Jerrard entame sa scolarité, avant de la poursuivre à la Oundle School, une public school dans le Northamptonshire.

### Première Guerre mondiale
En 1915, Jerrard est étudiant à l'université de Birmingham lorsqu'il s'engage dans l'armée de terre. Il est incorporé comme sous-lieutenant dans le South Staffordshire Regiment (en) en janvier 1916. En août de la même année, il est muté au sein du Royal Flying Corps et entame sa formation de pilote le 23 septembre. Il tombe malade en décembre, ce qui interromps sa formation. Il obtient finalement son brevet de pilote le 14 juin 1917. Le 24 juillet, Jerrard rejoint le No. 19 Squadron RFC (en) avec le grade de lieutenant. Dès sa deuxième patrouille au front, le 5 août 1917, il s'écrase aux commandes de son SPAD S.VII et est gravement blessé au visage.

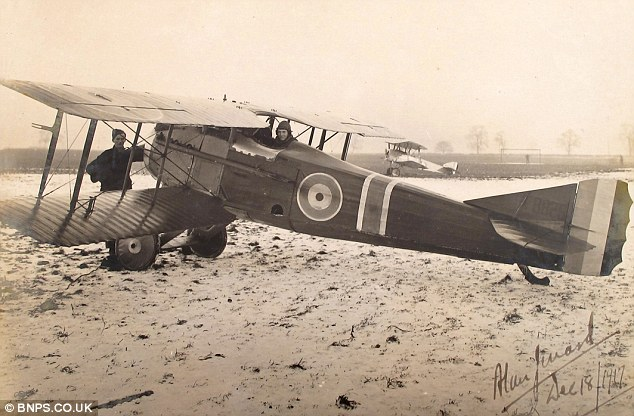
Alan Jerrard dans un SPAD VII, le 19 décembre 1917, à la fin de sa convalescence.

Il reste en convalescence jusqu'au 22 février 1918, date à laquelle il rejoint le No. 66 Squadron RFC (en) sur le front italien. Cinq jours seulement après son arrivée, Alan Jerrard remporte sa première victoire aérienne en mettant hors de contrôle un Aviatik (Berg) D.I austro-hongrois au-dessus de Vittorio Veneto. Le 7 mars suivant, il abat un ballon d'observation dans les environs de Chiarano, avant d'abattre un autre Berg le 11 puis un Albatros D.III le 21.

#### Combat de Mansuè et capture

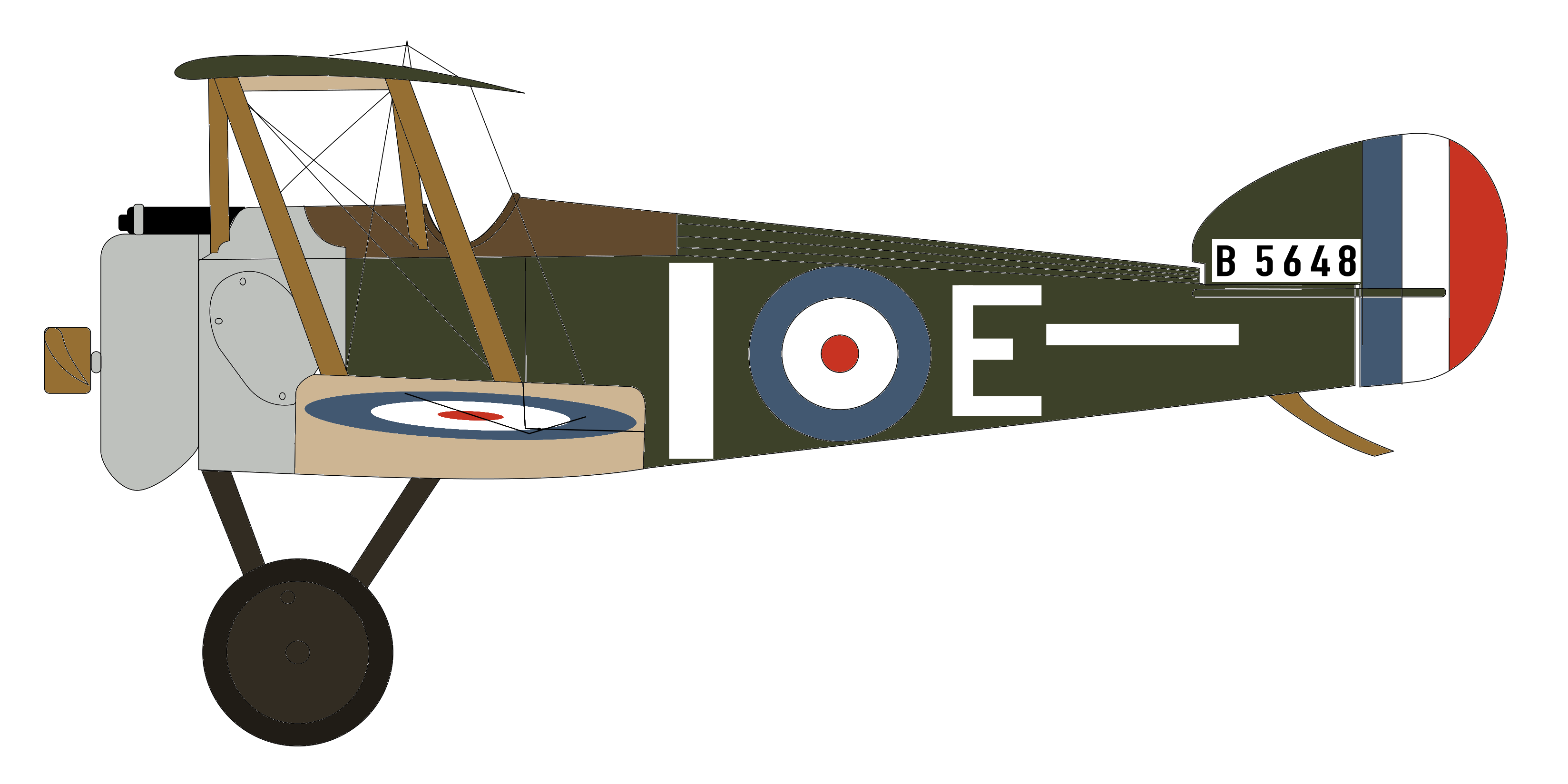
Sopwith Camel F.1 B5648 avec lequel Alan Jerrard remporte ses victoires à partir de mars. C'est également aux commandes de cet appareil qu'il est abattu au-dessus de Mansuè.

Le 30 mars 1918, Alan Jerrard décolle en urgence dans la matinée pour une patrouille au-dessus de Mansuè avec Peter Carpenter (en) et Harold Eycott-Martin (en). Les trois Britanniques du No. 66 Squadron (en) engagent quatre appareils austro-hongrois : trois avions de chasse Albatros et un biplace Rumpler. Au cours du combat, d'autres avions austro-hongrois rejoignent la lutte, qui devient bientôt extrêmement confuse . Après leur retour à leur base à la fin de l'affrontement, Carpenter et Eycott-Martin indiquent qu'en plus de leurs quatre cibles initiales, pas moins de 19 avions austro-hongrois ont rejoint le combat, et qu'à eux deux ils en abattu trois . Cependant, Alan Jerrard ne revient pas dans les lignes alliées. Les deux autres rédigent alors un rapport selon lequel il aurait abattu trois appareils.

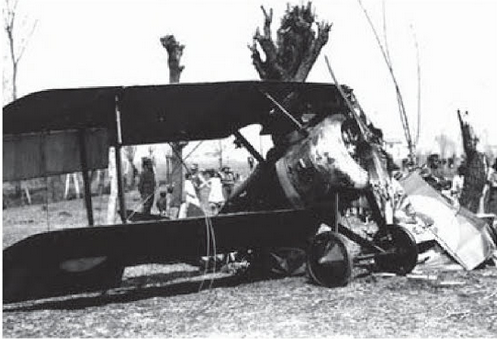
Les restes du Sopwith Camel d'Alan Jerrard, le 30 mars 1918, à côté de l'arbre qu'il a percuté.

D'après les sources austro-hongroises, la réalité du combat est bien différente. Les renforts estimés à 19 avions par les Britanniques n'auraient en réalité pas excédé les quatre ou cinq appareils . Après la guerre, Jerrard dira lui-même qu'il n'est pas sûr d'avoir abattu un quelconque avion austro-hongrois ce jour-là. Il a effectivement tiré sur l'un d'entre eux mais sans être sûr de l'avoir abattu, avant de mitrailler en rase-motte l'aérodrome de Mansuè, où il touche encore quelques avions au sol. Après avoir épuisé ses munitions, Jerrard tente de s'enfuir mais il est pris en chasse par l'as austro-hongrois Benno Fiala von Fernbrugg, qui l'abat . Son Sopwith Camel s'écrase dans un champ et percute un arbre . Quinze minute après le crash, Fiala von Fernbrugg arrive en voiture pour trouver Alan Jerrard, sonné mais indemne, près de la carcasse de son avion entouré de soldats austro-hongrois.

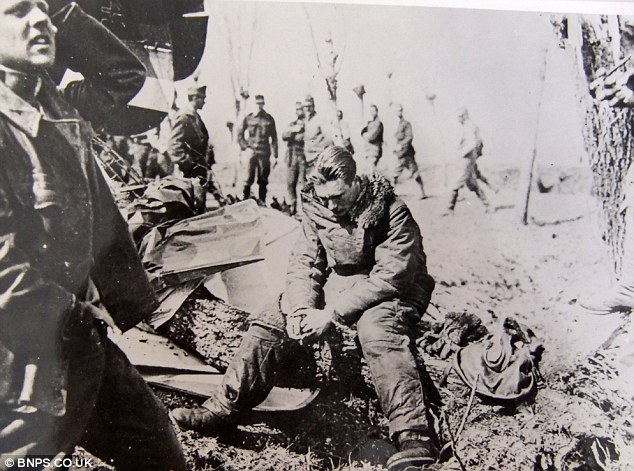
Alan Jerrard peu de temps après son crash, le 30 mars 1918.

Ces derniers sont surpris de découvrir que Jerrard ne porte qu'un pyjama sous sa combinaison de vol. En effet, les bulletins météo le laissaient penser qu'il n'aurait pas à voler le 30 mars. Lorsqu'il est malgré tout tiré du lit en urgence pour partir en patrouille ce matin-là, Jerrard n'a donc pas le temps de revêtir son uniforme et enfile rapidement sa combinaison par-dessus son pyjama,. Les austro-hongrois, jugeant inadapté de placer en captivité un officier vêtu de la sorte, s'arrangent pour larguer par avion un mot sur l'aérodrome du No. 66 Squadron afin de demander aux Britanniques de lui livrer de la même manière ses affaires. Ces derniers s'exécutent et larguent en territoire austro-hongrois deux paquets contenant l'uniforme de Jerrard ainsi que ses cigarettes et des vêtements civils.

#### Captivité
Le rapport embelli de Carpenter et Heycott-Martin à propos du dernier combat de Jerrard remonte dans la hiérarchie et, en conséquence, il se voit décerner la croix de Victoria, la décoration suprême de l'armée britannique. Il est, de toute la guerre, le seul pilote britannique du front italien et le seul pilote de Sopwith Camel à recevoir cette médaille. En outre, Jerrard reçoit une décoration italienne, la médaille de bronze de la vaillance militaire. Il est informé de ces deux décorations dans son camp de prisonniers.
Alan Jerrard reste prisonnier à Salzbourg jusqu'à la fin de la guerre, en novembre 1918.

### Après guerre

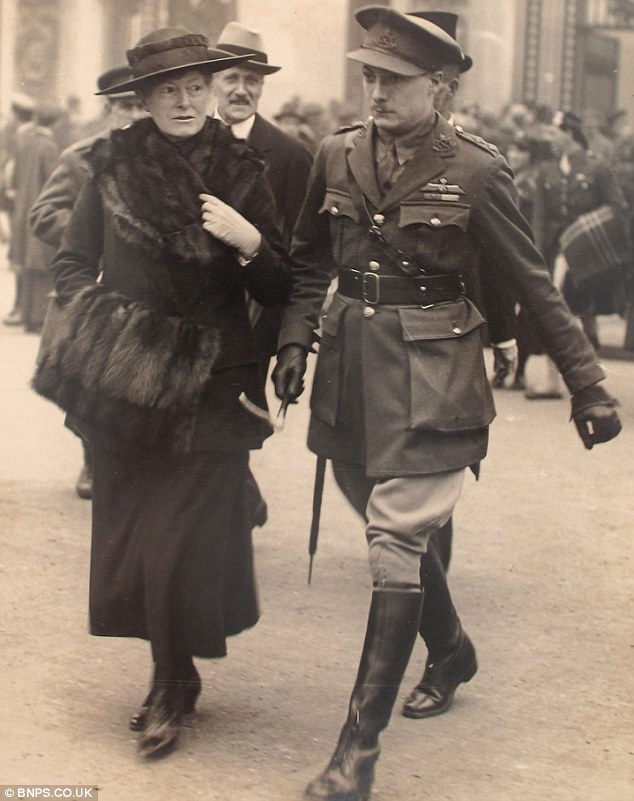
Alan Jerrard et sa mère, lors de la remise de sa Victoria Cross, le 5 avril 1919.

Alan Jerrard choisit de rester dans la Royal Air Force lors de sa libération. Il reçoit officiellement sa croix de Victoria au Palais de Buckingham le 5 avril 1919. La même année, il participe à l'intervention alliée dans la guerre civile russe. Par la suite, Alan Jerrard occupe divers postes mineurs dans la RAF, et atteint le grade de flight lieutenant (équivalent à celui de capitaine, en France). En raison de problèmes de santé, il est cependant contraint de prendre sa retraite dès 1933.
Alan Jerrard meurt le 14 mai 1968 à la maison de retraite de Lyme Regis, dans le Dorset, à l'âge de 70 ans. Ses médailles sont achetées en 2010 par Michael Ashcroft, et sont exposées périodiquement à l'Imperial War Museum de Londres. Un bol commémoratif en argent offert par la Staffordshire Territorial Force à Jerrard après sa libération est également vendu aux enchères en 2012.